# Stellaria himalayensis
Stellaria himalayensis är en nejlikväxtart som beskrevs av Majumdar. Stellaria himalayensis ingår i släktet stjärnblommor, och familjen nejlikväxter. Inga underarter finns listade i Catalogue of Life.